# Bobby Di Cicco
Bobby Di Cicco, né le 7 juin 1954 à Itasca, Illinois (États-Unis), est un acteur américain.

## Filmographie partielle
- 1978 : Crazy Day (I Wanna Hold Your Hand) de Robert Zemeckis : Tony Smerko
- 1978 : Towing de Maura Smith : Tony
- 1979 : 1941 de Steven Spielberg : Wally Stephens
- 1980 : Au-delà de la gloire (The Big Red One) de Samuel Fuller : Vinci
- 1982 : Les Croque-morts en folie (Night Shift) de Ron Howard : Leonard
- 1983 : Onde de choc (en) (Wavelength) de Mike Gray : Marvin Horn
- 1984 : Les Voleurs de la nuit de Samuel Fuller : François
- 1984 : Splash de Ron Howard : Jerry
- 1984 : Philadelphia Experiment de Stewart Raffill : Jim Parker
- 1988 : Double Revenge de Armand Mastroianni : Burt
- 1990 : L'Étoffe des blaireaux (A Man Called Sarge) de Stuart Gillard : Anzalone
- 1994 : Killing Obsession de Paul Leder : Pimp